# سيلفيا شميت
سيلفيا شميت (بالألمانية: Silvia Schmitt) (19 أبريل 1962 بكمبتن في ألمانيا - ) هي لاعبة كرة يد ألمانية في مركز ظهير ‏. شاركت في الألعاب الأولمبية الصيفية 1984 والألعاب الأولمبية الصيفية 1992.

## وصلات خارجية
- سيلفيا شميت على موقع أوليمبيديا (الإنجليزية)